# MGM+
 (транскр.  Ем-Џи-Ем плус) америчка је претплатничка телевизијска мрежа чији је власник Metro-Goldwyn-Mayer. Програм се састоји од новијих и старијих филмова приказиваних у биоскопима, оригиналних телевизијских серија, документарних филмова и музичких и хумористичких специјала.